# Ulf Björkman (militär)
Ulf Carl-Henning Björkman, född 16 juli 1924 i Maria Magdalena församling, Stockholm, död 5 september 2021 i Engelbrekts distrikt i Stockholm, var en svensk militär och  politiker. 

## Militär och pilot
Björkman började som jaktpilot på Svea flygflottilj (F 8) där han flög J 9 och J 22. Han blev fänrik 1946 och senare pilot på J 26 samt flyglärare på Kungliga Krigsflygskolan på Sk 25 och Sk 16. 
Som attackpilot och flygchef 1962–1965 vid Skaraborgs flygflottilj (F 7) ledde han uppvisningsgruppen Jetknallarna från Tun med fullt krigsutrustade A 32 Lansen.
1961 blev Björkman som nyutnämnd major adjutant hos Gustaf VI Adolf och kvarstod i den befattningen till kungens död 1973. Han har även tjänstgjort som adjutant hos kung Carl XVI Gustaf. Björkman, som slutligen blev överstelöjtnant, var informationschef på Flygstaben 1971–1984. Hovet uppdrog åt Björkman att ansvara för presstjänsten vid tronskiftet 1973 och vid kungabröllopet 1976. Björkman anlitades ofta som speaker vid militära och civila flyguppvisningar. Han arbetade också med flygsäkerhetsfrågor och var ledamot av Statens haverikommission. Under Biafrakriget var han chef för Internationella Röda Korsets flygbas vid Santa Isabel i Ekvatorialguinea. 
Björkman, som även var utbildad helikopterpilot, upprätthöll aktiv flygtjänst på Sk 60 och Tp 87 fram till pensioneringen från Flygvapnet. Därefter var Björkman först seniorkonsult hos BNL Information och blev sedan 1989 en av initiativtagarna till Gullers Grupp Informationsrådgivare. 1974–1979 drev Björkman eget företag, Gamla Haga PR, med bland annat Airbus i Toulouse som kund. 2009–2010 var Björkman information advisor hos flygbolaget  NextJet.

## Politiker
I slutet av 1960-talet fick Björkman sitt första politiska uppdrag som suppleant i fritidsnämnden i Kristianstad. 1977 flyttade han till Gamla Haga i Solna. Där blev han snart vice ordförande i Solnamoderaterna och fick genom åren uppdrag i tekniska nämnden, fritidsnämnden, miljönämnden och äldrenämnden samt i kommunstyrelsen. Många år var Björkman ordförande i Bostadsstiftelsen Signalisten och låg bakom dess köp av Solnabostäder av Solna kommun för en miljard kronor, vilket gjorde Solna till en av Sveriges få skuldfria kommuner. Han satte sin politiska karriär på spel genom att i kommunfullmäktige rösta mot ett moderat förslag att stoppa flyktingmottagningen i Solna. Förslaget gick inte igenom. 1998 valdes Björkman till ordförande i Solnas kommunfullmäktige. I samband med valrörelsen 2002 intervjuades Björkman med dold kamera. De åsikter han framförde tolkades som invandrarfientliga och när intervjun blev offentlig i TV-programmet Uppdrag Granskning tvingades han att lämna alla sina politiska uppdrag. Den ansvarige vid SVT, Janne Josefsson, fick Stora Journalistpriset.

## Övrigt
År 1976 var han värd för radioprogrammet Sommar. Han utgav 1987 memoarboken Kungens adjutant och 1992 utkom Ett liv i det blå, som samma år utsågs till årets svenska flygbok.
Björkman var ordförande i insamlingsstiftelsen Solveig Funseth och Ulf Hjelmquists minne.

## Familj
Björkman var son till bokförläggaren Stig M. H:son Björkman och Greta von Heland, omgift Brändström, samt halvbror till filmregissören Stig Björkman. De tillhör släkten Björkman från Marbäck.
Björkman var gift första gången 1948–1953 med skådespelaren Inger Juel (1926–1979) och fick en dotter, vissångerskan Thérèse Juel (född 1950).
Andra gången var han gift 1955–1971 med Brita Nordenskiöld (1919–1971), som var dotter till Bengt Nordenskiöld och tidigare gift prinsessa von und zu Liechtenstein. De fick tre döttrar: Diana (född 1955), gift med Per Adalbert von Rosen, Rosie (född 1957), vilken har två söner med Thomas Dellert, och Veronica (född 1961).
Tredje gången var han gift 1979–1993 med Margaretha Banck (född 1948) och fjärde gången från 2001 till sin död med Karin Salin Björkman, ogift Carlsson (född 1936).